# Ebhul formicarium
Ebhul formicarium är en insektsart som beskrevs av William Lucas Distant. Ebhul formicarium ingår i släktet Ebhul och familjen hornstritar. Inga underarter finns listade i Catalogue of Life.